# Okres Surselva
Okres Surselva (německy Region Surselva) je jedním z 11 okresů kantonu Graubünden ve Švýcarsku, které vznikly v důsledku územní reformy k 1. lednu 2016.
Zahrnuje zejména údolí Předního Rýna a okolní údolí. Jde o rozlohou největší okres v Graubündenu.

## Seznam obcí
| Znak              | Název obce        | Počet obyvatel (31. 12. 2022) | Rozloha (km²) | Hustota zalidnění (obyv./km²) |
| ----------------- | ----------------- | ----------------------------- | ------------- | ----------------------------- |
| Breil/Brigels     | Breil/Brigels     | 1719                          | 96,58         | 18                            |
| Disentis/Mustér   | Disentis/Mustér   | 2009                          | 90,99         | 22                            |
| Falera            | Falera            | 637                           | 22,36         | 28                            |
| Ilanz/Glion       | Ilanz/Glion       | 4969                          | 133,48        | 37                            |
| Laax              | Laax              | 2001                          | 31,71         | 63                            |
| Lumnezia          | Lumnezia          | 2029                          | 165,48        | 12                            |
| Medel (Lucmagn)   | Medel (Lucmagn)   | 332                           | 136,22        | 2                             |
| Obersaxen Mundaun | Obersaxen Mundaun | 1138                          | 70,36         | 16                            |
| Safiental         | Safiental         | 952                           | 151,42        | 6                             |
| Sagogn            | Sagogn            | 755                           | 6,92          | 109                           |
| Schluein          | Schluein          | 597                           | 4,79          | 125                           |
| Sumvitg           | Sumvitg           | 1082                          | 101,88        | 11                            |
| Trun              | Trun              | 1152                          | 51,90         | 22                            |
| Tujetsch          | Tujetsch          | 1180                          | 133,91        | 9                             |
| Vals              | Vals              | 955                           | 175,56        | 5                             |
| Celkem (15)       | Celkem (15)       | 21 507                        | 1373,56       | 16                            |